# Santi induisti
I santi induisti sono persone vissute in India e di religione induista, la cui santità viene riconosciuta in base a determinate caratteristiche.

## Definizione
Il termine "santo", sebbene in origine appartenente ad un contesto cristiano, è stato adottato dagli stessi indiani per tradurre una serie di termini che si riferiscono a concetti dell'Induismo analoghi a quelli della santità cristiana, soprattutto in Bengala, dove questo termine è stato preso in prestito dalla lingua inglese che in questa regione viene parlata dalla metà del XVIII secolo. I termini nelle lingue locali considerati sinonimi di "santo" sono: sadhu (f. sadhvi) cioè "uomo buono e virtuoso", sannyasin (f. sannyasini) ovvero " rinunciante", sant vale a dire "vero", bhakta che sta per "devoto", yogi (f. yogini) "praticante lo yoga", sadhaka (f. sadhika) "praticante della disciplina", tantrika "praticante del tantra", jivanmukta "liberato in vita", siddha "perfezionato con la pratica spirituale", bhairavi "donna che incarna la Shakti", avadhuta "che ha raggiunto lo stadio più alto di vita spirituale".
Nell'Induismo una persona può essere riconosciuta santa senza bisogno di una canonizzazione ufficiale o processo simile ma è riconosciuta tale in base alla devozione popolare di cui è oggetto dopo la morte (ma spesso anche in vita). Il carattere di santità di un essere umano (uomo o donna) viene desunto in base ad alcuni segni (miracoli e stati di estasi) che indicano una vicinanza della persona alla divinità.
Secondo Swami Sivananda, un santo è colui che vive in Dio, che è libero da egoismo, piaceri e dispiaceri, vanità, cupidigia, bramosia e rabbia, che è dotato di mente equilibrata, misericordia, tolleranza, giustezza e amore cosmico, e che possiede una sapienza divina.
Il nome di un santo induista generalmente comprende anche degli appellativi onorifici come mahatma, paramahamsa, swami o il prefisso śrī o srila prima del nome.

## Alvar
Gli Alvar ("coloro che sono immersi nel dio") sono dodici santi-poeti di lingua tamil (tra i quali una donna, Andal), di varia estrazione sociale e di fede Vaishnava vissuti fra il VI e il IX secolo. Gli Alvar vagavano di tempio in tempio nell'India meridionale, cantando le lodi a Visnù e convertendo masse di gente al suo culto, arginando al tempo stesso la crescita del Giainismo e del Buddhismo in quelle regioni.
Questi sono i nomi dei dodici Alvar e il loro luogo di provenienza:
1. Poygai Alvar (Kanchipuram)
2. Bhudam Alvar (Kadal Mallai)
3. Pey Alvar (Mylapore)
4. Thirumalisai Alvar (Thirumazhisai)
5. Nammāḻvār (Azhwar Thirunagari (Kurugoor))[8]
6. Madhurakan Alvar (Tirukkoyilur)
7. Periyāḻvār (Srivilliputhur)
8. Andal (Srivilliputhur)
9. Tondaraddipodi Alvar (Thirumandangudi)
10. Tiruppan Alvar (Uraiyur)
11. Tirumangai Alvar (Thirukurayalur)
12. Kulasekara Alvar (Thirvanjikkolam)

## Nayanar
All'incirca contemporanei degli Alvar furono i Nayanar ("guida" o "maestro"), santi di fede Shivaita attivi nel Tamil Nadu tra i secoli V e X e le cui agiografie sono raccolte nel Periyapuranam, scritto nel XIII secolo. Anch'essi come gli Alvar furono poeti e musicisti, compositori di inni devozionali in onore di Shiva raccolti nel Tevaram ad opera di Nambi Anar Nambi e utilizzati come musica sacra nei templi dell'India meridionale; i più notevoli dei Nayanar furono Gnanasambandar, Appar e Sundaramurti. Anche il poeta Manikkavasagar, compositore degli inni raccolti nel Tiruvasagam, viene spesso associato ai Nayanar anche se probabilmente visse in un periodo di poco successivo al loro.
I Nayanar sono 63 anche se si ritiene che questo sia piuttosto un numero simbolico di derivazione giainista; i loro nomi sono:
1. Sundaramurthi Nayanar (o Sundaramurti)
2. Tiru Neelakanta Nayanar (vasaio[13])
3. Iyarpahai Nayanar
4. Ilayankudi Mara Nayanar
5. Maiporul Nayanar
6. Viralminda Nayanar
7. Amaraneedi Nayanar
8. Eripatha Nayanar
9. Enadinatha Nayanar
10. Kannappa Nayanar
11. Kungiliya Kalaya Nayanar
12. Manakanchara Nayanar
13. Arivattaya Nayanar
14. Anayar Nayanar
15. Murthi Nayanar
16. Muruga Nayanar
17. Rudra Pasupathi Nayanar
18. Tiru Nalai Povar Nayanar (o Nandanar, Nanthanaar[14], Athanuur[15])
19. Tiru Kurippu Thonda Nayanar
20. Chandesvara Nayanar
21. Tiru-Navukkarasar Nayanar (noto anche come Appar)
22. Kulacchirai Nayanar
23. Perumizhalai Kurumba Nayanar
24. Karaikal Ammaiyar
25. Appuddi Nayanar
26. Tiruneelanakka Nayanar
27. Nami Nandi Adigal
28. Tiru Jnana Sambandar (o Gnanasambandar)
29. Eyarkon Kalikama Nayanar
30. Tiru Mula Nayanar
31. Dandi Adigal Nayanar
32. Murkha Nayanar
33. Somasira Nayanar
34. Sakkiya Nayanar
35. Sirappuli Nayanar
36. Siruthonda Nayanar
37. Cheraman Perumal Nayanar
38. Gananatha Nayanar
39. Kootruva Nayanar
40. Pugal Chola Nayanar
41. Narasinga Muniyaraiyar
42. Adipattha Nayanar
43. Kalikamba Nayanar
44. Kalia Nayanar[16]
45. Satti Nayanar
46. Aiyadigal Kadavarkon Nayanar
47. Kanampulla Nayanar
48. Kari Nayanar
49. Ninra Seer Nedumara Nayanar
50. Mangayarkarasiyar
51. Vayilar Nayanar
52. Munaiyaduvar Nayanar
53. Kazharsinga Nayanar
54. Seruthunai Nayanar
55. Idangazhi Nayanar
56. Pugazh Tunai Nayanar
57. Kotpuli Nayanar
58. Pusalar Nayanar
59. Nesa Nayanar
60. Kochengat Chola Nayanar
61. Tiru Neelakanta Yazhpanar
62. Sadaya Nayanar
63. Isaijnaniyar

## Sant
Nel medioevo si formò un gruppo di santi-poeti induisti noti con il nome di sant, termine che deriva dal sanscrito sat che significa "verità", "realtà" e che dunque significa in origine "colui che conosce la verità" o "che ha fatto esperienza della Realtà Ultima"; ha dunque significato ed etimologia diversi dal termine latino "sanctus" col quale può sembrare apparentemente correlato.
I sant sono classificabili in due gruppi: uno di fede Vaishnava e di lingua maratha, attivo nel Maharashtra dal XIII al XVIII secolo, devoto al dio Vitthala o Vithoba a Pandharpur; l'altro devoto a Nirguna, il dio supremo che pervade l'universo, attivo nell'area di lingua hindi, in Punjab e in Rajasthan dal XV secolo in poi.
Il gruppo del Maharashtra, i cui santi principali sono Jnaneshvar, Namdev, Eknath e Tukaram, ha formato una tradizione nota come Varkari, con una catena di trasmissione (parampara) di circa 50 sant in 500 anni.
Il gruppo del Nord, invece, non formò mai una tradizione unitaria ma al contrario si frammentò in molte tradizioni facenti capo a singole figure di sant, mentre altri sant non fondarono né si affiliarono mai ad alcuna tradizione particolare, pur continuando a far parte di questo gruppo. I santi più notevoli del gruppo del Nord sono Kabīr, Nanak e Dadu, fondatori di tradizioni ancora esistenti: Kabir Panth, Sikh Panth e Dadu Panth.

## Santi moderni
Questi sono i nomi dei più importanti santi induisti moderni:
- Ramalinga Swami
- Ramakrishna Paramahamsa
- Sri Aurobindo
- Shirdi Sai Baba
- Ramana Maharshi
- Swami Ramdas
- Paramahansa Yogananda
- Mahatma Gandhi
- Sri Krishnamurti
- Swami Vivekananda
- Anandamayi Ma
- Nisargadatta Maharaj
- Pandit Gopi Krishna